# Lijst van burgemeesters van Naarden
Dit is een lijst van burgemeesters van de voormalige Nederlandse gemeente Naarden in de provincie Noord-Holland tot 1 januari 2016, toen Naarden opging in de gemeente Gooise Meren.

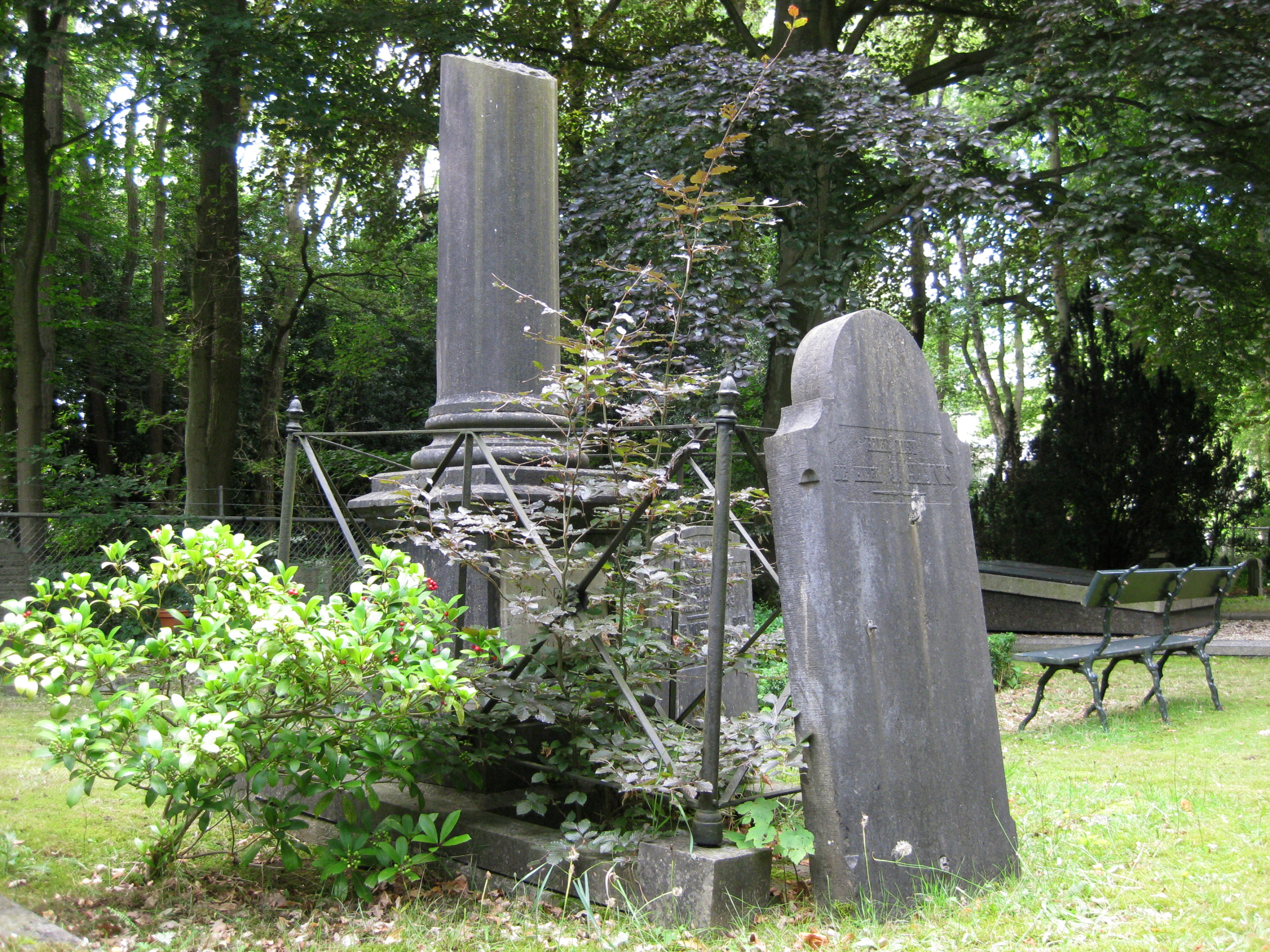
Grafmonument Gerhardus Cornelius Fabius, 1887, Joodse begraafplaats (Bussum)

| Ambtsperiode | Naam burgemeester                     | Partij of stroming | Bijzonderheden                                                                                          |
| ------------ | ------------------------------------- | ------------------ | --- |
| 1817 - 1840  | Johan Petrus Thierens                 |                    | |
| 1840 - 1863  | dr. Bernard Johan Robbert van Hasselt |                    | |
| 1863 - 1887  | Gerhardus Cornelius Fabius            |                    | Voorafgaand burgemeester van Landsmeer en Buiksloot. In dezelfde periode tevens burgemeester van Muiden |
| 1887 - 1915  | Hendrik Marius Wesseling              |                    | |
| 1915 - 1921  | Pieter Hoytema van Konijnenburg       |                    | |
| 1922 - 1935  | Martinus Pieter van Wettum            | ARP                | |
| 1935 - 1942  | Jacob Eliza Boddens Hosang            | CHU/PvdA           | |
| 1942 - 1944  | Marinus van Leeuwen                   | NSB                | |
| 1944 - 1945  | Titus Herman Buitenhuis               | NSB                | |
| 1945 - 1947  | Jacob Eliza Boddens Hosang            | CHU/PvdA           | |
| 1947 - 1957  | Jurjen Visser                         | PvdA               | |
| 1957 - 1972  | Nicolaas Johannes Cornelis Cramer     | PvdA               | |
| 1972 - 1991  | Henk Kastein                          | PvdA               | |
| 1991 - 2004  | Jack Patijn                           | PvdA               | |
| 2004 - 2009  | Peter Rehwinkel                       | PvdA               | Later burgemeester van Groningen                                                                        |
| 2009 - 2015  | Joyce Sylvester                       | PvdA               | Waarnemend                                                                                              |